# Hemispingus
Hemispingus was een geslacht van zangvogels uit de familie Thraupidae. Het geslacht is volgens moleculair genetisch onderzoek een polyfyletische groep. De soorten uit dit geslacht zijn ondergebracht in diverse andere (soms nieuwe) geslachten: Kleinothraupis, Microspingus, Poospiza, Pseudospingus, Sphenopsis en Thlypopsis.